# کوبوو-کولونگا
کوبوو-کولونگا (به لهستانی:  Kobło-Kolonia) یک روستا در لهستان است که در گمینا خورودوو واقع شده‌است.